# Petra Hammesfahr

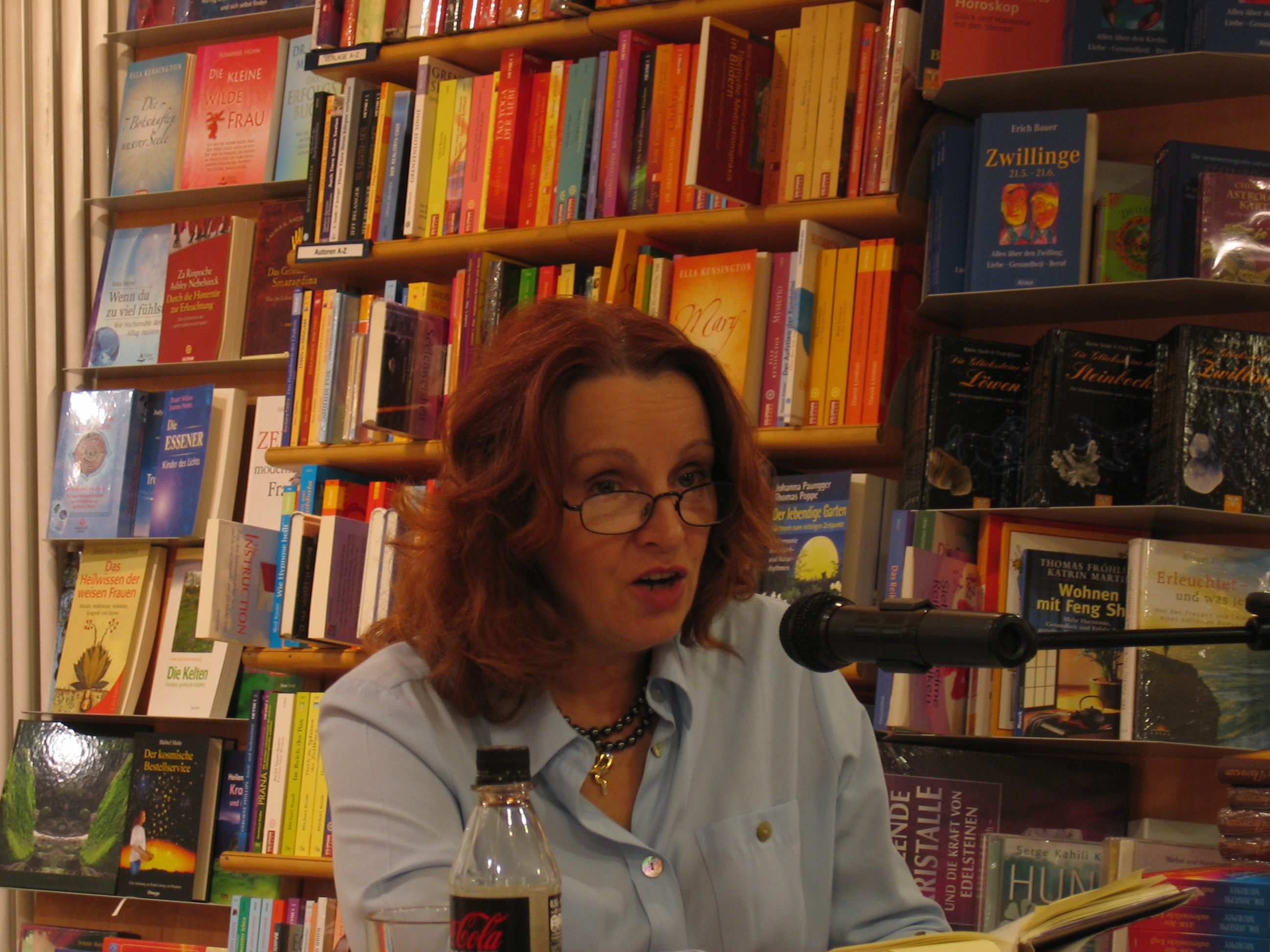
Hammesfahr en 2008.

Petra Hammesfahr, née le 10 mai 1951, est une écrivaine allemande. Romancière à succès, elle est récipiendaire de nombreux prix, dont le Frauenkrimipreis der Stadt Wiesbaden (de) et le prix littéraire Rheinische Siegburg,.

## Biographie
Petra Hammesfahr naît à Titz, en Rhénanie-du-Nord-Westphalie. Son premier roman est publié en 1991. Au cours de cette décennie, elle publie plus d'une dizaine d'ouvrages qui obtiennent un certain succès.
Son roman Die Sünderin est traduit en anglais par John Brownjohn sous le titre The Sinner et est publié par Bitter Lemon Press en 2007 puis par Penguin Books en 2017,,. L’œuvre est également adaptée à l'écran par USA Network en une série télévisée de huit épisodes (2017) mettant en vedette Jessica Biel et Bill Pullman.
Un deuxième roman, The Lie, est publié par Bitter Lemon Press en 2010.
Petra Hammesfahr habite Kerpen, près de Cologne.

## Œuvres

### Romans
- (de) Wer zweimal lebt, ist nicht unsterblich, 1991
- (de) Marens Lover, 1991
- (de) Das Geheimnis der Puppe, 1991
- (de) Die Frau, die Männer mochte, 1991
- (de) Am Ende des Sommers, 1992
- (de) Geschwisterbande, 1992
- (de) Der Engel mit den schwarzen Flügeln, 1992
- (de) Merkels Tochter, 1993
- (de) Brunos grosse Liebe, 1993
- (de) Der stille Herr Genardy, 1993
- (de) Die Augen Rasputins, 1993
- (de) Verbrannte Träume, 1994
- (de) Betty, 1995
- (de) Der gläserne Himmel, 1995
- (de) Heiss und kalt, 1997
- The Sinner, Jacqueline Chambon, coll. « Chambon noir », 2019 ((de) Die Sünderin, 1999), trad. Jacqueline Chambon, 356 p.  (ISBN 978-2-330-12831-9)Réédition, Actes Sud, coll. « Actes noirs » no 261, 2022, 512 p. (ISBN 978-2-330-15961-0)
- (de) Der Puppengräber, 1999
- (de) Die Mutter, 2000
- (de) Lukkas Erbe, 2000
- (de) Die Chefin, 2001Nouvelle édition de Betty
- (de) Meineid, 2001
- (de) Roberts Schwester, 2002Nouvelle édition de Geschwisterbande
- (de) Das letzte Opfer, 2002
- (de) Die Lüge, 2003
- (de) Bélas Sünden, 2003
- (de) Mit den Augen eines Kindes, 2004Nouvelle édition de Marens Lover
- (de) Ein süßer Sommer, 2004Nouvelle édition de Am Ende des Sommers
- (de) Der Schatten, 2005
- (de) Seine große Liebe, 2005Nouvelle édition de Brunos große Liebe
- (de) Am Anfang sind sie noch Kinder, 2006
- (de) Erinnerung an einen Mörder, 2008
- (de) Ein fast perfekter Plan, 2009
- (de) Der Frauenjäger, 2011
- (de) Die Schuldlosen, 2012
- (de) Hörig, 2013Nouvelle édition de Die Augen Rasputins
- (de) An einem Tag im November, 2014
- (de) Die Frau, die Männer mochte, 2015
- (de) Fremdes Leben, 2016
- (de) Als Luca verschwand, 2018

### Romans et recueils de nouvelles
- (de) Der Ausbruch, 2001
- (de) Die Freundin, 2004